# Savara (bướm đêm)
Savara  là một chi bướm đêm thuộc họ Erebidae.

## Loài
- Savara amisa Swinhoe, 1906 western Sumatra
- Savara anomioides (Walker, 1864) Borneo
- Savara biradulata Holloway Borneo
- Savara contraria Walker, 1862 Borneo, Singapore, New Guinea
- Savara latimargo (Walker, [1858]) India, Myanmar, Borneo, Philippines, Sulawesi, Moluccas, New Georgia, Queensland
- Savara pallidapex Holloway Borneo
- Savara variabilis Pagenstecher, 1888